# Phoradendron aulestianum
Phoradendron aulestianum är en sandelträdsväxtart som beskrevs av Kuijt. Phoradendron aulestianum ingår i släktet Phoradendron och familjen sandelträdsväxter. Inga underarter finns listade i Catalogue of Life.